# Gare de Tannay
La gare de Tannay est une gare ferroviaire de la ligne de Lausanne à Genève (150). Elle est située à Tannay dans le canton de Vaud en Suisse.

## Situation ferroviaire
Établie à 392 mètres d'altitude, la gare de Tannay est située au point kilométrique (PK) 48,22 de la ligne Lausanne – Genève entre les gares de Mies et de Coppet.

## Service des voyageurs

### Accueil
La gare est composée d'un quai latéral équipé d'un abri, accessible depuis le chemin de Bénuyer ou, à l'est grâce au passage souterrain, depuis le chemin des Vallières.

### Desserte
La gare est desservie par les trains Léman Express qui relient la gare de Coppet aux gares d'Évian-les-Bains (L1), d'Annecy (L2), de Saint-Gervais-les-Bains-Le Fayet (L3) et d'Annemasse (L4).

### Intermodalité
La gare n'offre pas de correspondance avec les autobus.